# Лотоцька Олена
Оле́на Лото́цька  (23 травня 1894, с. Любича Княжа, Рава-Руський повіт, нині Любича-Королівська Люблінського воєводства, Польща — 2 грудня 1975, Олбані, Нью-Йорк, США) — українська феміністка та громадська діячка в діаспорі. Співзасновниця і голова Союзу українок Америки та Світової федерації українських жіночих організацій. Засновниця журналу СУА «Наше життя» (1944).

## Життєпис
Народилася 1894 року в Галичині. Навчалася в Перемишлі в Інституті для дівчат (нині Польща). Одружилася з В. Б. Лотоцьким.
В еміграції з 1912 року (США). Здобула економічну освіту.
У 1925 році співзаснувала Союз українок Америки. Була його першою секретаркою, головувала (1931—1934, 1943–65).
У 1948 році співзаснувала Світову федерацію українських жіночих організацій. У 1969—1972 роках була заступницею голови та головою СФУЖО.
Брала активну участь у проведенні І Конгресу українських жінок Америки (1932) і ІІ Світового Конгресу українських жінок (1959). Репрезентувала Союз українок Америки в УККА і Злученому україно-американському допомоговому комітеті (в обох — заступниця голови). Делегатка міжнародних жіночих конгресів у Вашинґтоні (1925), Гельсінкі (1954), Монреалі (Канада, 1957), Парижі (1958).
Брала участь у феміністичних виданнях українською мовою в Америці.
Померла 1975 року в Олбані, штат Нью-Йорк, США, похована там же.